# Bembidion ascendens
Bembidion ascendens es una especie de escarabajo del género Bembidion, familia Carabidae. Fue descrita científicamente por K. Daniel en 1902.
Habita en Albania, Austria, Bélgica, Bosnia y Herzegovina, Croacia, Chequia, Francia, Alemania, Italia, Rumania, Eslovaquia, Eslovenia, España, Suiza y Ucrania.